# DF-15 (ミサイル)
DF-15（中: 東風-15、Dong-Feng-15、輸出名：M-9、DoDコード：CSS-6）は、中国が開発した短距離弾道ミサイル（SRBM）。中国人民解放軍のロケット軍にて運用されている。

## 概要
1985年に開発がはじまり、設計が1987年に承認され、1980-1990年代ごろにゴビ砂漠で発射実験が行われた。2009年のアメリカ国防総省の推測では、年間100発以上増加し、配備数は350-400発、発射基数は90-110基とされている。そのほとんどが台湾が目標とされ、福建省などに配備されている。

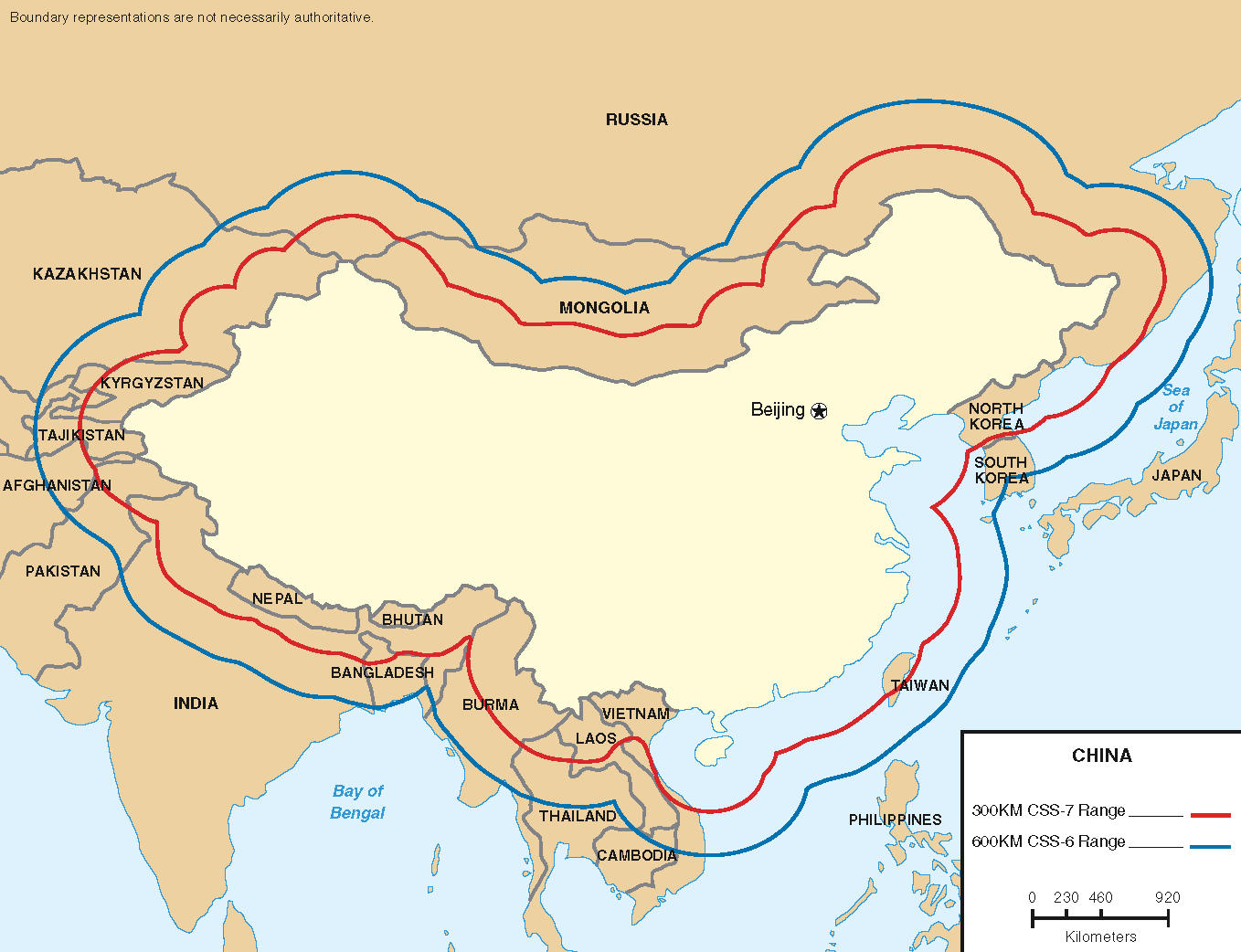
DF-15/CSS-6の射程（青線）

ミサイル運搬兼発射車両は、TA5450またはWS2400の八輪駆動車。有事には、基地から鉄道を利用し移動・射撃する。同装備部隊隷下の支援部隊が煙幕を展開し、偵察衛星および偵察機による被発見を防止する。
同ミサイルの展開から発射可能時間は、およそ15-30分と言われている。
1990年代にシリアへ輸出されたとされる。

## 仕様
- 射程= 600km
- 弾頭= 1
- 弾頭威力= 350-500kT
- エンジン= 単段式固体燃料ロケット
- 誘導システム= 慣性誘導+GPS
- CEP= 150-500m
- 最大速度=
- 全長= 9.1m
- 直径= 1.0m
- 重量= 6,200kg
- ペイロード= 500kg
- 製造= Academy of Rocket Motors Technology
- コスト=